# (7924) Simbirsk
(7924) Simbirsk est un astéroïde de la ceinture principale.

## Description
(7924) Simbirsk est un astéroïde de la ceinture principale. Il fut découvert le 6 août 1986 à Nauchnyj par Nikolaï Tchernykh et Lioudmila Tchernykh. Il présente une orbite caractérisée par un demi-grand axe de 3,10 UA, une excentricité de 0,16 et une inclinaison de 1,2° par rapport à l'écliptique.

## Compléments